# Manettia coccocypseloides
Manettia coccocypseloides är en måreväxtart som beskrevs av Herbert Fuller Wernham. Manettia coccocypseloides ingår i släktet Manettia och familjen måreväxter.

## Underarter
Arten delas in i följande underarter:
- M. c. coccocypseloides
- M. c. glabrior